# Holcoglossum lingulatum
Holcoglossum lingulatum är en orkidéart som först beskrevs av Leonid Vladimirovitj Averjanov, och fick sitt nu gällande namn av Leonid Vladimirovitj Averjanov. Holcoglossum lingulatum ingår i släktet Holcoglossum och familjen orkidéer. Inga underarter finns listade i Catalogue of Life.